# フランソワ2世 (ブルターニュ公)
フランソワ2世（François II de Bretagne, ブルトン語：Frañsez II, 1433年6月23日 - 1488年9月9日）は、ブルターニュ公（在位：1458年 - 1488年）。ブルターニュ系ドルー家最後の男系男子で、ブルターニュ公ジャン4世（5世）の孫である。父エタンプ伯リシャールはブルターニュ公ジャン5世（6世）およびアルテュール3世（アルテュール・ド・リッシュモン）の弟であり、母マルグリット・ドルレアンはオルレアン公ルイ・ド・ヴァロワの娘でシャルル・ド・ヴァロワの妹である。

## 生涯
1458年、嫡子のなかった伯父アルテュール3世の死後に公位を継いだ。父リシャールは1438年、フランソワの幼少時にすでに死去していた。公位は1442年から従兄のフランソワ1世・ピエール2世兄弟、伯父アルテュール3世に継承されていたが、いずれも男子が無かったため傍流だったフランソワ2世に受け継がれていった。
諸侯への干渉と中央集権化を目論むフランス王ルイ11世と対立、1465年4月にルイ11世の弟であるベリー公シャルルおよびシャロレー伯シャルル（後のブルゴーニュ公シャルル軽率公）と公益同盟を結成したが、外交で同盟を切り崩され同年12月にルイ11世と和睦した。しかし1467年に再びベリー公・ブルゴーニュ公と謀り西からノルマンディーへ侵攻したが、ルイ11世の反撃で翌1468年9月にまたもや和睦を結び、2度の反乱でフランソワ2世は得る所が無かった。
だが同年にイングランド王エドワード4世と同盟を結んだ上でベリー公・ブルゴーニュ公とも手を取り、1471年に3度目の反乱に踏み切った。この時も常備軍を所有していたルイ11世が優位を保ち、翌1472年5月にベリー公が急死して反乱軍の一角が崩れ、10月にルイ11世と和睦した。ブルゴーニュ公は戦闘を継続したが1477年のナンシーの戦いで敗死、エドワード4世も1475年にルイ11世とピキニー条約を締結、反乱は平定されフランス王権は強化された。
この間、フランソワ2世は薔薇戦争でイングランドから亡命していたヘンリー・テューダー（後のヘンリー7世）と叔父のジャスパー・テューダーを1471年からヴァンヌに匿い、1476年にエドワード4世が2人の引き渡しを要求すると一時従おうとしたが撤回、ヴァンヌはヘンリー・テューダーを中心とする反ヨーク朝の拠点と化したが、1484年にフランソワ2世は精神障害に侵されたため、ヘンリー・テューダーはフランスへ移動した。翌1485年にイングランドへ上陸しボズワースの戦いでイングランド王リチャード3世を討ち取ったヘンリー・テューダーは国王ヘンリー7世に即位、テューダー朝を開くことになる。
1483年にルイ11世が亡くなり息子シャルル8世が即位すると、摂政で姉アンヌ・ド・ボージューとブルボン公ピエール2世夫妻がルイ11世の政策を引き継いで諸侯への干渉を企て、ブルターニュの貴族達と接触し、息子の無いフランソワ2世の死後シャルル8世をブルターニュ公とする彼等の支持を取り付けた。反発したフランソワ2世は1486年に2番目の妻との間の長女アンヌを後継者に定め、オルレアン公ルイ2世（後のフランス王ルイ12世）らと結んで王家に4度目の反乱を起こした。
道化戦争と呼ばれる反乱は2年間続いたが、1488年7月28日のサン＝トーバン＝デュ＝コルミエの戦いでブルターニュ軍は王軍に敗北し、ブルターニュも制圧され、8月20日にフランソワ2世はシャルル8世の許可なしに娘たちを結婚させてはならないとするヴェルジェ条約を受け入れざるを得なかった。戦後フランソワ2世は乗馬に熱中したが、9月9日に落馬事故で死亡した。55歳だった。当時11歳のアンヌがブルターニュ公位を継いだが、1491年にシャルル8世、後にルイ12世の2代のフランス王の妃となったことで、ブルターニュは事実上王家が手中に収めていった。

## 子女
最初に従兄フランソワ1世（ジャン5世（6世）の息子）とイザベラ・ステュアート（スコットランド王ジェームズ1世の次女でルイ11世の最初の妃マーガレットの妹）の娘マルグリット・ド・ブルターニュ（1443年 - 1469年）と結婚し、1男をもうけた。
- ジャン（1463年6月29日 - 8月25日） - 早世

マルグリットとの死別後にフォワ伯ガストン4世とナバラ女王レオノールの娘マルグリット・ド・フォワ（? - 1486年）と再婚し、2女をもうけた。
- アンヌ（1477年 - 1514年） - シャルル8世、ルイ2世の妃。ブルターニュ女公
- イザボー（1478年 - 1490年）

ヴィルキエ男爵夫人アントワネット・ド・マニュレ（アニェス・ソレル死後にシャルル7世の愛妾となった女性）を1461年以降愛妾とし、彼女との間にマシュクール領主フランソワ・ダヴォグールを含む5子を儲けた。
- フランソワ・ダヴォグール（1462年 - 1510年）
- アントワーヌ（1463年 - 1481年）
- フランソワ（1465年）
- フランソワ（1466年）
- フランソワーズ（1470年 - 1500年）